# Thornton (Wisconsin)
Thornton es un lugar designado por el censo ubicado en el condado de Shawano en el estado estadounidense de Wisconsin. En el Censo de 2010 tenía una población de 65 habitantes y una densidad poblacional de 96,9 personas por km².

## Geografía
Thornton se encuentra ubicado en las coordenadas 44°47′55″N 88°41′28″O / 44.79861, -88.69111. Según la Oficina del Censo de los Estados Unidos, Thornton tiene una superficie total de 0.67 km², de la cual 0.67 km² corresponden a tierra firme y (0%) 0 km² es agua.

## Demografía
Según el censo de 2010, había 65 personas residiendo en Thornton. La densidad de población era de 96,9 hab./km². De los 65 habitantes, Thornton estaba compuesto por el 89.23% blancos, el 0% eran afroamericanos, el 6.15% eran amerindios, el 0% eran asiáticos, el 0% eran isleños del Pacífico, el 0% eran de otras razas y el 4.62% pertenecían a dos o más razas. Del total de la población el 1.54% eran hispanos o latinos de cualquier raza.